# Aston Martin DB9
Aston Martin DB9 je sportovní automobil, který od roku 2003 vyrábí britská automobilka Aston Martin. Je nástupcem vozu Aston Martin DB7. Vyrábí se jako kupé nebo kabriolet.

## Popis vozu
Automobil se vyrábí v anglickém městě Gaydon. Vůz má motor vpředu a pohon zadních kol. Pohání jej šestilitrový dvanáctiválec V12 o výkonu 350 kW. Maximální rychlost je 306 km/h a zrychlení z nuly na 100 km/h je 4,8 sekundy. Kabriolet zrychluje o dvě desetiny sekundy pomaleji a jeho maximální rychlost je 300 km/h. Převodovka je šestistupňová. Design vytvořil Ian Callum a Henrik Fisker. V roce 2006 přišla příplatková výbava Sports pack. Ta obsahovala devatenáctipalcová kola a několik aerodynamických doplňků. V roce 2008 prošel vůz faceliftem a byl zvýšen výkon motoru. Existovala i speciální limitovaná edice DB9 LM. 124 vozů bylo vyrobeno na počest vítězství v závodu 24 hodin Le Mans v roce 2007.

## Design
Průkopnicky futuristický, zato však typicky Astonovský design automobilu zajistil známý anglický designér Timothy Callens. Inspirací mu byly předchozí modely, jako například DB7, ale také nejmodernější bojové stíhačky. Výsledek jeho dvouleté práce se však nepředstavitelně vyplatil.

## Rozměry
do roku 2005/ v letech 2006 až 2007/od roku 2008
- Rozvor - 2741 mm/2746 mm/2743 mm
- Délka - 4696 mm/4709 mm/4712 mm
- Šířka - 1875 mm
- Výška - 1270 mm (kupé), 1318 mm (kabriolet)
- Váha - 1760 kg

## Ve sportu

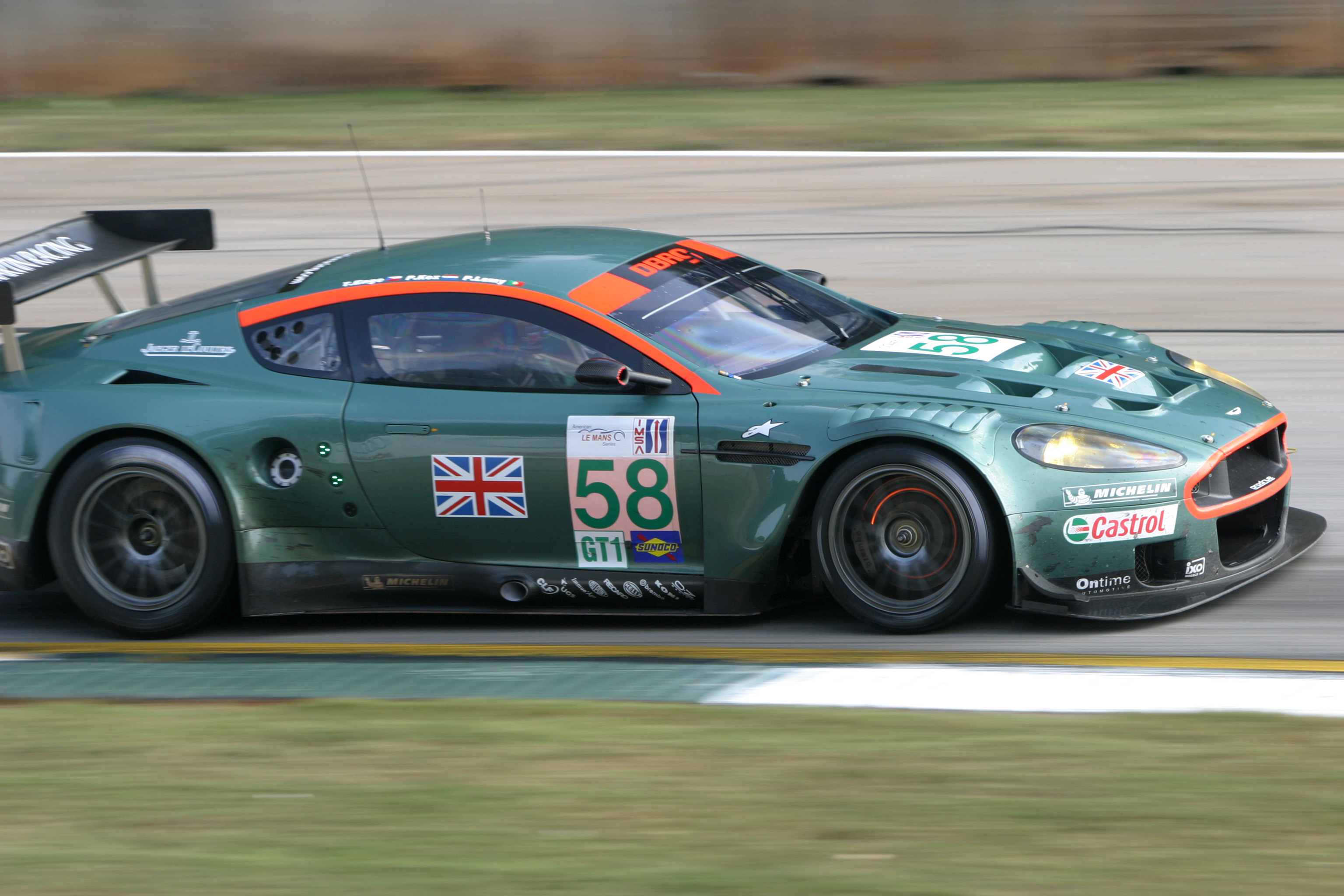
Aston Martin DBR9

Závodní model DBR9 připravovala společnost Prodrive. Poprvé se vůz účastnil dvanáctihodinového závodu v Sebringu. Vůz zvítězil v Le Mans series, American Le Mans series, FIA GT Championchip a v závodu 24 hodin Le Mans. Ve voze jezdí Tomáš Enge v závodech GT1.